# Deneb Kaitos

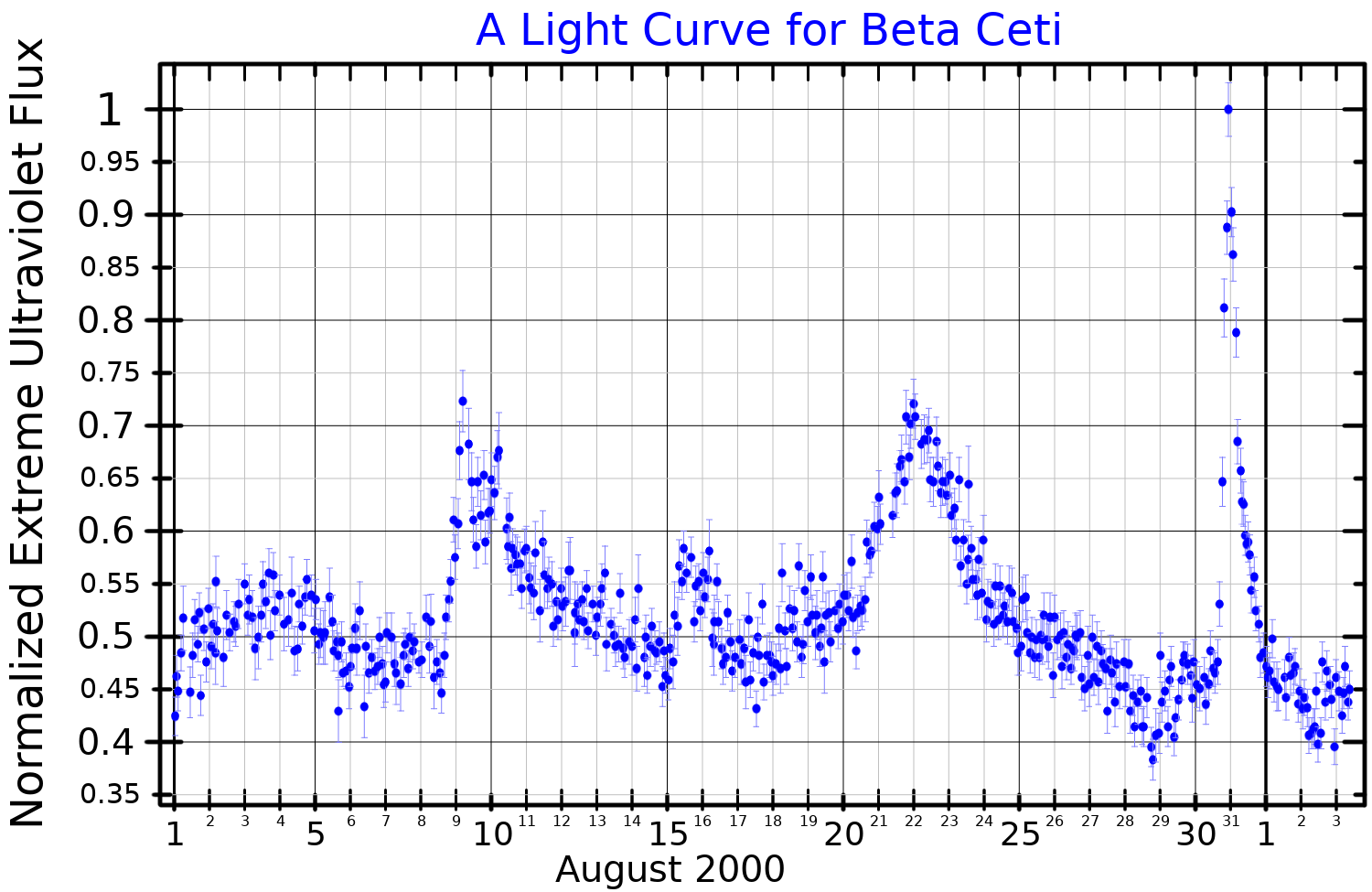
Lichtkromme van Deneb Kaitos

Deneb Kaitos (beta Ceti) is de helderste ster in het sterrenbeeld Walvis (Cetus). De naam is afkomstig uit het Arabisch en staat voor staart van de Walvis. Het Arabische Kaitos is een variant van het Latijnse Cetus.
Deneb zonder meer is een andere ster, de staart van de Zwaan.
De ster staat ook bekend als Diphda, Difda, Difda al Thani en Rana Secunda. De laatste naam is Spaans en betekent "tweede kikker", de eerste kikker is de ster Fomalhaut in het sterrenbeeld Zuidervis.
Deneb Kaitos is een felle reus een hete corona met een massa van drie zonnemassa's welke ongeveer 20.000 keer meer röntgenstraling uitstraalt dan de Zon. Astronomen vermoeden dat dit veroorzaakt wordt doordat de ster zich in een vergevorderd stadium van heliumverbranding bevindt. In dit stadium is de kern van de ster zeer heet (meer dan honderd miljoen graden Celsius) waarbij helium door middel van kernfusie in koolstof omgezet wordt.
Met kennis over de sterevolutie is het mogelijk om een beeld te krijgen van de levensloop van Deneb Kaitos. De ster hield zich de eerste miljard jaar van zijn bestaan bezig met het verbranden van waterstof tot helium. Nadat het helium in de kern was uitgeput trok het midden van de ster samen totdat waterstofgas rond de heliumkern heet en dicht genoeg werd om hier kernfusiereacties te laten ontsteken. Deze krachtige nieuwe energiebron deed de buitenste delen van de ster sterk uitzetten en afkoelen. Gedurende deze periode werd Deneb Kaitos een rode reus.
Na ongeveer 10 miljoen jaar trok de kern van de ster samen en warmde op tot zo'n 100 miljoen graden zodat heliumfusie plaats kon vinden. In dit stadium, dat 100 miljoen jaar of langer kan duren, is de diameter van de ster geslonken tot 20 keer die van onze zon en is de oppervlaktetemperatuur gestegen zodat het geen rode reus meer is.